# فيتز يوجين ديكسون جونيور
فيتز يوجين ديكسون جونيور (بالإنجليزية: Fitz Eugene Dixon Jr.) هو مسير رياضي أمريكي، ولد في 14 أغسطس 1923 في Winter Harbor, Maine ‏ في الولايات المتحدة، وتوفي في 2 أغسطس 2006 في بلدة أبينغتون ‏ في الولايات المتحدة بسبب ورم ميلانيني.